# Åke Parmerud
Åke Parmerud (n. 1953) es un músico y artista multimedia sueco conocido por su trabajo acústico y electrónico, el cual ha sido interpretado mayormente en Europa, México y Canadá. También es distinguido por su diseño de escenario y acústica; así como por el software y recursos interactivos que ha creado. Ha sido reconocido por su trabajo en numerosos festivales en Europa y ha ganado dos Grammis suecos. Ha sido miembro de la Real Academia de Música Sueca desde 1998.

## Preparación
Estudió fotografía entre 1972 y 1974. Parmerud estudió música primeramente en la Universidad de Suecia y posteriormente en el Conservatorio de Música de Göteborg, Suecia.

## Carrera
Åke ha estado activo en el mundo de la música (instrumental y electroacústica), multimedia, arte interactivo, videos, danza y cine desde los 70´s. Se le ha encargado redactar trabajos para instituciones en Canadá, Holanda, Francia, Alemania, Noruega y Dinamarca. Su música representó el radio sueco en el Prix de Italia durante dos ocasiones.
Como intérprete en el escenario, Parmerud presenta electro-acústica, ya sea solo o bien junto con otros artistas; generalmente en Europa, México y Canadá. Sus presentaciones incluyen música, video y espectáculos cuyas narrativas suelen terminar sin ninguna conclusión, dejándolo a la invención del público. Durante los tardíos 80´s y los 90´s trabajó con el compositor Anders Blomqvist. Sus presentaciones en vivo, que incluían fuegos pirotécnicos, recorrieron varios países de Europa durante esta época.
Sus visitas a México incluyen la participación en el evento de Visiones Sonoras de Morelia llevado a cabo en el 2010 para presentar “El Hiperespacio, una presentación de un software de sonido 3D”. Presentó una pieza llamada “Blow Up” en la Ciudad de México, una composición solicitada por el Espacio de Experimentación Sonora del Museo Universitario de Arte Contemporáneo. Su más reciente presentación en México fue en el Festival Cervantino Internacional de Guanajuato en el 2011.
Parmerud también ha tenido algunas presentaciones en los Estados Unidos. En 1997 la canción “Grains of Voices” (Granos de las Voces )fue interpretada el día de las Naciones Unidas en las oficinas centrales de la organización de Nueva York. En el Festival de las Otras Mentes, Ake tocó una pieza de nombre “La Vie Mecanique” (La Vida Mecánica) creada completamente a partir de sonidos de máquinas, los cuales incluyen sonidos generados electrónicamente de aviones despegando, refrigeradores zumbando, ruidos metálicos de frenos y el vapor de un tren.
Desde la década pasada, Åke Parmerud se ha dedicado al diseño acústico creando instalaciones en Berlín, París, la Ciudad de México y Reikiavik. Ha diseñado conciertos y ha sido el director artístico de un gran conjunto de eventos audiovisuales tanto en interiores como en exteriores. Fundó la compañía AudioTechture junto con Olle Niklasson, la cual se especializa en el diseño acústico interior tanto para casas como para espacios públicos. Ha trabajado como diseñador de sonido y software para instalaciones audiovisuales. Trabajos como: "The Fire Inside" (El Fuego por Dentro), "The Living Room" (La Sala) y "Lost Angel" (Ángel perdido) han sido expuestos en Berlín, París, la Ciudad de México, Gotemburgo y Reikiavik. De 1999 a 2006 trabajó con el grupo danés Boxiganga para desarrollar nuevas e interactivas instalaciones de video y de diseño del escenario. Del 2000 al 2002 trabajó con el coreógrafo canadiense Pierre-Paul Savoi, componiendo y diseñando sonido y software. Un trabajo llamado Seventh Sense (El Séptimo Sentido) se desarrolló con el coreógrafo canadiense Mireille Leblanc.

## Reconocimientos
Parmerud es el músico sueco mejor conocido fuera de su país. Su primer éxito fue en 1978 cuando su pieza “Proximities” (Proximidades) recibió el primer lugar en el Festival Internacional de Música en Bourges, Francia; desde entonces recibió doce premios más del mismo festival. Ha recibido honores del Prix Ars Electrónica en Linz, Austria; Metamorfosis en Bélgica; el Premio de las Artes Electrónicas en Suecia; el Precio Noroit en Francia y el Premio ICMA de Composición. Premios más recientes incluyen el Premio Gigahertz en Alemania en el 2008 y el Premio Qwartz Pierre Shaeffer en el 2009. Ha sido miembro de la Real Academia de música Sueca desde 1998.

## Grabaciones
Su trabajo ha sido emitido en dos álbumes de vinilo y dos CD, apareciendo en muchos más como colaborador. Una de sus obras se nombra “Grains of Voices” (Granos de las Voces), la cual se basa en grabaciones hechas en varias partes del mundo, examinando la voz humana en muchos de sus estados. Esto incluye cantos indígenas, ópera, protestas, improvisaciones, oraciones y grabaciones de la televisión, radio y otros medios; así como de la poesía de Hemingway, Hesse y Joyce. Se enfoca en el lenguaje, el papel de la voz y cómo se relaciona con la música. La pieza se presentó primero en las oficinas centrales de las Naciones Unidas por su naturaleza internacional.
Lista de grabaciones:
- Jeu d'ombres (empreintes DIGITALes, IMED 0367, 2003)
- Grains of Voices (Caprice, CAP 21579, 1996)
- Osynlig Musik / Invisible Music / Musique invisible (Phono Suecia, PSCD 72, 1994)
- Maze; Yàn (Caprice, CAP 1320, 1987)
- Yttringar (Ton Art, TONART 17, 1984)

## Lista de obras
- Alias (1990).
- Bows, Arcs and The Arrow of Time (2004), orquesta de cuerdas, computadora y video.
- Coda (1984).
- Cut 1, 2, 3 Progress (1996).
- Dreaming in Darkness (2005), grabación de seis pistas.
- Efterbild (1997–98), orquesta y computadora.
- L'espace qui vous regarde (2001), instalación audiovisual.
- Éxor (1986), piano.
- The Fire Inside (2000), instalación audiovisual.
- Floden av Glas (The River of Glass) (1978–81), música incidental.
- Les flûtes en feu (1999).
- Genom landskap av glas (1976).
- Grains of Voices (1994–95).
- The Heart of Silence (1997–98), multimedia (coro, cinta elecroacústica, fotografía y baile)
- Inori (1987), clavicémbalo y sintetizador.
- Inside Looking Out (1992), ensamble instrumental, computadora y banda.
- Intermediate I (1994).
- Intermediate II (1994).
- Intermediate III (1994).
- Intermediate IV (1994).
- Isola (1985–86), orquesta.
- Jeux imaginaires (1993).
- Krén (1983).
- Lost Angel (2004), instalación audiovisual interactiva y presentaciones de baile.
- Mandala (1983).
- Maze (1985–86).
- Mirage (1995–96), ensamble.
- Närheter (från igår och natten) (1978), texto-sonido.
- Les objets obscurs (1991).
- Out of Sight (1981).
- Phoenix I (1997).
- Prolog (1981).
- Proximities (1978).
- Reed my Lips (1990), quinteto de instrumentos de viento.
- Remain (1980), orquesta.
- Renaissance (1994).
- Repulse (1986).
- Retur (1992–93), cuarteto de saxofón.
- Rit (1981).
- Ritual Melodies (1990).
- Strata: mémoires d'un amoureux (2001), música para la coreografía de Pierre-Paul Savoie
- Stringquartett (1988).
- Strings & Shadows (1993).
- SubString Bridge (1999), guitarra y computadora interactiva.
- Tangent (1989).
- Tide In (2001).
- Time's Imaginary Eye (1979), soprano.
- La vie mécanique (2004).
- Yàn (1985), ensamble de percusión.
- Yttringar (1983), soprano, chelo, trombón, piano y 3 percusiones.
- Zeit aus Zeit (The Stockhausen Variations) (2001–02), piano, percusión y electrónicos en vivo.